# Bittersøen
Bittersøen dækker egentlig over to søer i Egypten: Store Bittersø (arabisk: البحيرة المرة الكبرى) og Lille Bittersø (arabisk: البحيرة المرة الصغرى). Der er tale om to forbundne saltvandssøer, der udgør forbindelsen mellem den nordlige og den sydlige del af Suez-kanalen. Tilsammen har de to søer et overfladeareal på ca. 250 km²
Vandet til søerne strømmer ind fra både Middelhavet og det Røde Hav, og søerne fungerer som en slags buffer, der afbøder tidevandets virkninger i kanalen.
I 1945 mødtes Franklin D. Roosevelt med kong Abdul Aziz af Saudi-Arabien på USS Quincy, mens denne lå på Store Bittersø. Samtalen mellem de to blev gengivet i bogen FDR Meets Ibn Saud (et andet navn for Abdul Aziz) af tolken, William A. Eddy.
Under seksdageskrigen i 1967 blev 14 fartøjer fanget på søen helt frem til 1975.
30°20′N 32°23′Ø / 30.333°N 32.383°Ø